# رود پوزا

رود پوزا

رود پوزا رودی است که به رود مزن می‌ریزد. این رود از کشور روسیه می‌گذرد و طول آن ۳۶۳ کیلومتر (۲۲۶ مایل) است.